# Angel Tîlvăr
Angel Tîlvăr (Urechești, 1962. február 11. –) román bölcsészdoktor, szociáldemokrata párti politikus, a Ponta-kormány tárca nélküli minisztere (2014–2015).

## Élete
Apja, Petrică Tîlvăr 1989-ig a Securitate Vrancea megyei kémelhárító tisztje volt, ezredesi rendfokozatban. Tîlvâr angoltanári diplomát szerzett, politikával viszont csak az 1996-os választásokat követően kezdett el foglalkozni.  2000-től a Szövetség Romániáért (ApR) párt Vrancea megyei alelnöke, majd 2004-ben belépett a Szociáldemokrata Pártba (PSD).
2004-től lett tagja a parlamentnek, előbb mint szenátor (2004–2008), majd 2008-tól – három mandátumban – mint Vrancea képviselője, utána, 2020-tól, ismét szenátor.
2012-től 2014 szeptemberéig a Képviselőház Oktatási, Kutatási, Ifjúsági és Sportbizottságának, majd az Európa-ügyi Bizottságának az elnöke (2014. szeptember–december).
2014 decemberében, Victor Ponta negyedjére átalakított kabinetjében megkapta a román diaszpórával való kapcsolattartásért felelős tárca nélküli miniszteri széket. Alig egy évvel később, 2015. november 4-én a szociáldemokrata Ponta-kormány – a bukaresti Colectiv klubban történt halálos áldozatokat követelő diszkótűz miatt – az utcára vonuló tüntetők nyomására benyújtotta lemondását.
2022. október 31-én kinevezték védelmi miniszternek a lemondott Vasile Dîncu helyére.